# Wilbert Robinson
Wilbert Robinson (* 29. Juni 1863 in Bolton, Massachusetts; † 8. August 1934 in Atlanta, Georgia) war ein US-amerikanischer Baseballspieler und -manager in der Major League Baseball (MLB). Sein Spitzname war Uncle Robbie.

## Biografie
Wilbert Robinson begann seine Karriere in der American Association bei den Philadelphia Athletics als Catcher. Sein erstes Spiel bestritt er am 19. April 1886. In den 1890er Jahren spielte er bei den Baltimore Orioles in der National League gemeinsam mit Willie Keeler, Hughie Jennings und John McGraw. Von 1894 bis 1896 sicherten sich die Orioles drei aufeinanderfolgende Meisterschaften. Am 10. Juni 1892 hatte Robinson sieben Hits in einem Spiel, ein Rekord, der nur einmal von Rennie Stennett 1975 eingestellt wurde.
Durch seine Freundschaft mit John McGraw wurde Robinson nach seiner Spielerkarriere Coach der Pitcher bei den New York Giants. Diesen Job hatte er bis 1913 inne. Ab 1914 übernahm er den Managerposten bei den Brooklyn Dodgers. Mit diesem Team arbeitete er bis 1931 und gewann zwei Titel in der National League in den Jahren 1916 und 1920. In beiden Jahren unterlag man in der World Series, 1916 gegen die Boston Red Sox und 1920 gegen die Cleveland Indians. In der Zeit zwischen 1914 und 1931 waren die Dodgers auch als Brooklyn Robins zu Ehren ihres Managers bekannt.
Am 13. März 1915 wollte Robinson einen Rekord aufstellen und einen aus einem Flugzeug heraus geworfenen Baseball fangen. Der Flugzeugpilot sollte den Ball aus 160 m Höhe abwerfen. Allerdings hatte jemand (manche Quellen behaupten, es wäre Casey Stengel gewesen) den Ball gegen eine Grapefruit ausgetauscht. Die Grapefruit zerbrach und das Fruchtfleisch und der Saft tropften über das Gesicht von Wilbert Robinson. Er dachte zuerst, es wäre Blut, bis er durch das Gelächter seiner Spieler die wahre Geschichte registrierte.
1934 verstarb Robinson im Alter von 71 Jahren an einem Gehirnschlag. 1945 wurde er durch das Veterans Committee in die Baseball Hall of Fame gewählt.